# Baryton. Gracias a la vida
Albums de Florent Pagny
Ma liberté de chanter - Live acoustic
(2012) Vieillir avec toi
(2013)
Singles
1. La Soledad
Sortie : Octobre 2012
2. A la huella a la huella
Sortie : Octobre 2012

Baryton. Gracias a la vida est le 14e album de Florent Pagny, sorti le 22 octobre 2012. Il fait écho à l'album Baryton sorti huit ans plus tôt, en 2004 ; il s'agit d'un album de reprises de standards de la musique latine (tangos, boléros...).
L'album a été enregistré entre Paris, Miami (où il réside actuellement) et Londres, réalisé par Yvan Cassar et orchestré par Sylvain Morizet.
Pour promouvoir Baryton. Gracias a la vida, Florent Pagny a tourné un clip pour le titre Soledad avec les danseurs Cristina Sosa et Daniel Nacucchio, champions du monde de tango de salon 2008.
Le clip réalisé par Iván Vaccaro est sorti une semaine avant l'album, le 17 octobre 2012.
Un autre clip a été tourné pour A la huella A la huella.

## Liste des titres
| No  | Titre                   | Paroles         | Musique              | Durée |
| --- | ----------------------- | --------------- | -------------------- | ----- |
| 1.  | El Día que me quieras   | Alfredo Le Pera | Carlos Gardel        | 4:05  |
| 2.  | La Soledad              | Pepe Raphael    | Thomas M. Lauderdale | 3:35  |
| 3.  | Gracias a la vida       | Violeta Parra   | Violeta Parra        | 3:47  |
| 4.  | Quizás                  | Osvaldo Farrés  | Osvaldo Farrés       | 2:55  |
| 5.  | Alfonsina y el mar      | Félix Luna      | Ariel Ramírez        | 5:03  |
| 6.  | A la Huella a la huella | Félix Luna      | Ariel Ramírez        | 2:58  |
| 7.  | Piensa en mi            | Tuvim Abe       | Agustín Lara         | 4:09  |
| 8.  | Un Vestido y un Amor    | Rodolfo Paez    | Rodolfo Paez         | 4:21  |
| 9.  | Volver                  | Alfredo Le Pera | Carlos Gardel        | 4:10  |
| 10. | Clandestino             | Manu Chao       | Manu Chao            | 3:38  |
| 11. | Los Años                | Pablo Milanés   | Pablo Milanés        | 3:09  |